# Тетіс (озеро)

Тетіс (англ. Lake Thetis) — дрібне солоне безстічне озеро, розташоване в регіоні  Середній Захід (штат Західна Австралія, Австралія).

## Опис
Озеро Тетіс має умовну форму прямокутного трикутника з катетами по 420 і 290 метрів і з довжиною гіпотенузи в 440 метрів; його площа становить близько 0,066 км², довжина берегової лінії близько 1,15 км. Воно утворилося приблизно 4800 років тому, коли рівень океану помітно знизився. Живлення озера — підземне.
Озеро лежить приблизно за 600 метрів по прямій від східних кордонів містечка Сервантес.
Озеро примітно тим, що на його берегах є безліч живих морських строматолітів, причому розташовуються вони незвичайним стовпчастим розгалуженням. Їхні колони вузькі, розташовані близько один до одного і майже паралельні, що зустрічається вкрай рідко. Вживають заходів щодо збереження цієї унікальної спільноти. Для флори озера характерна так звана водоростева підкладка. У зв'язку з високою солоністю озеро бідне життям: крім численних мікроорганізмів і кількох видів водоростей, виявлено лише кілька видів малих риб і ракоподібних, у тому числі бокоплавів.
До західної частини озера прокладено автомобільну дорогу, з усіх боків воно оточене пішохідною стежкою завдовжки 1,5 км..

## Галерея

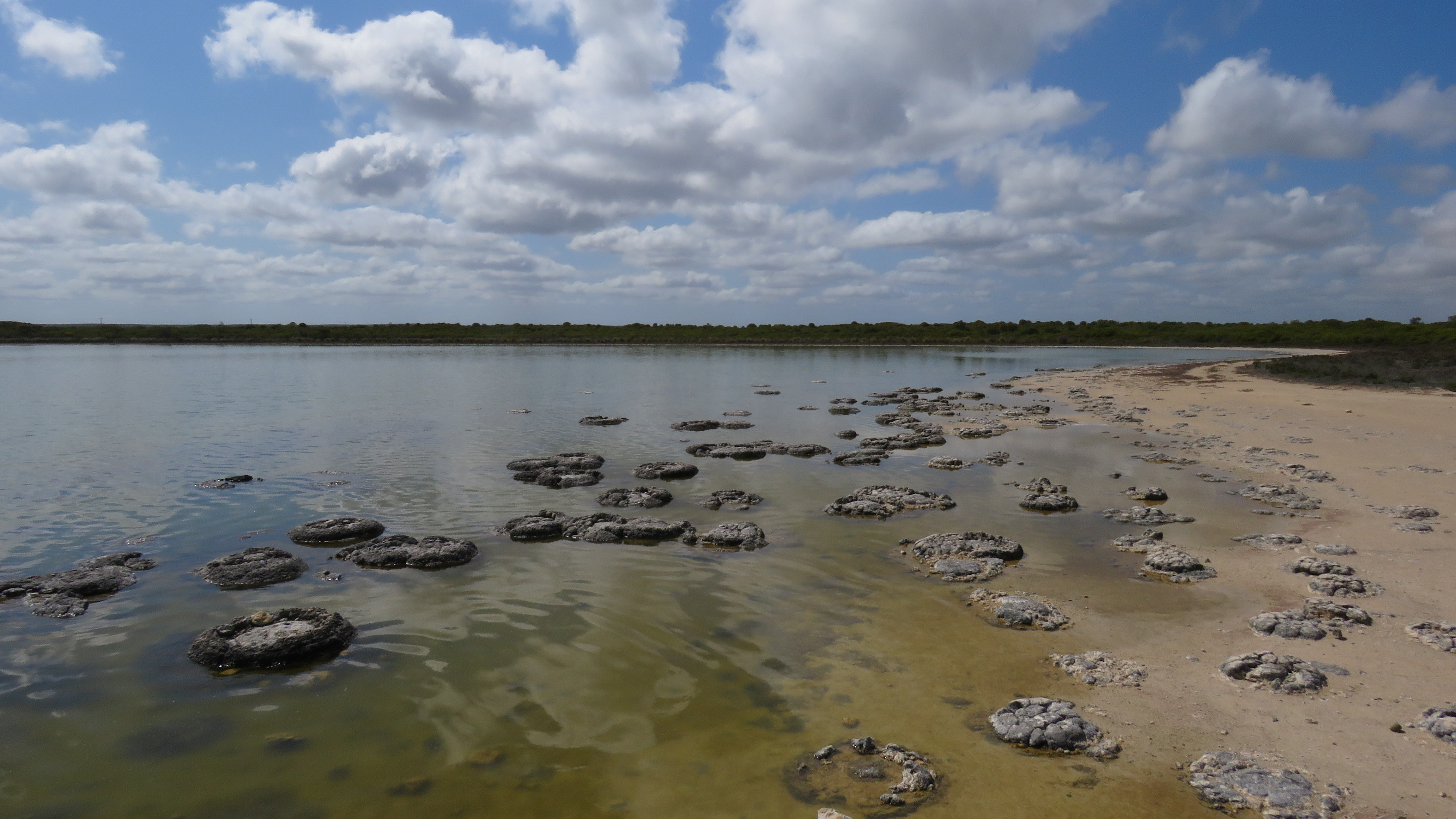
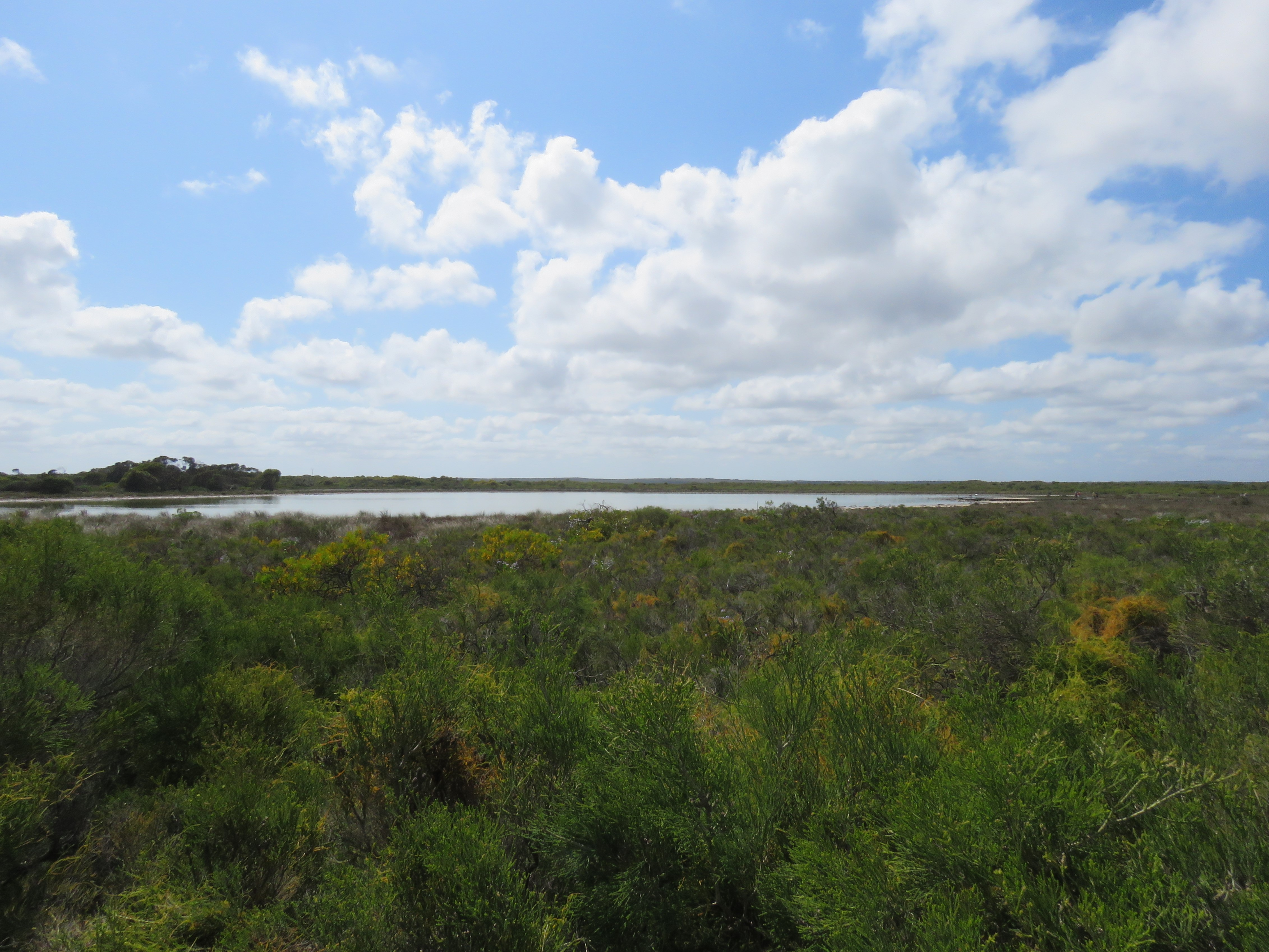
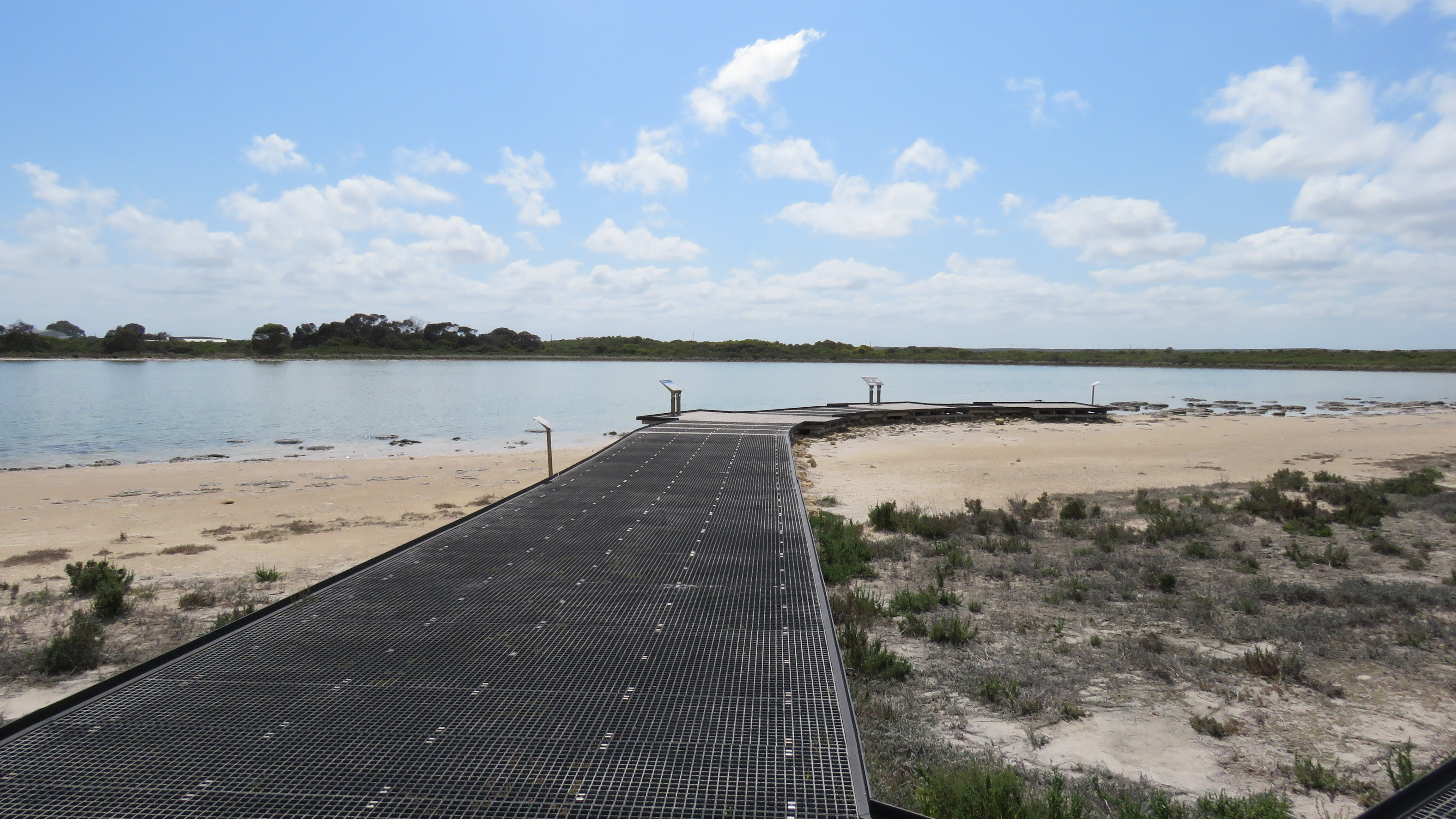
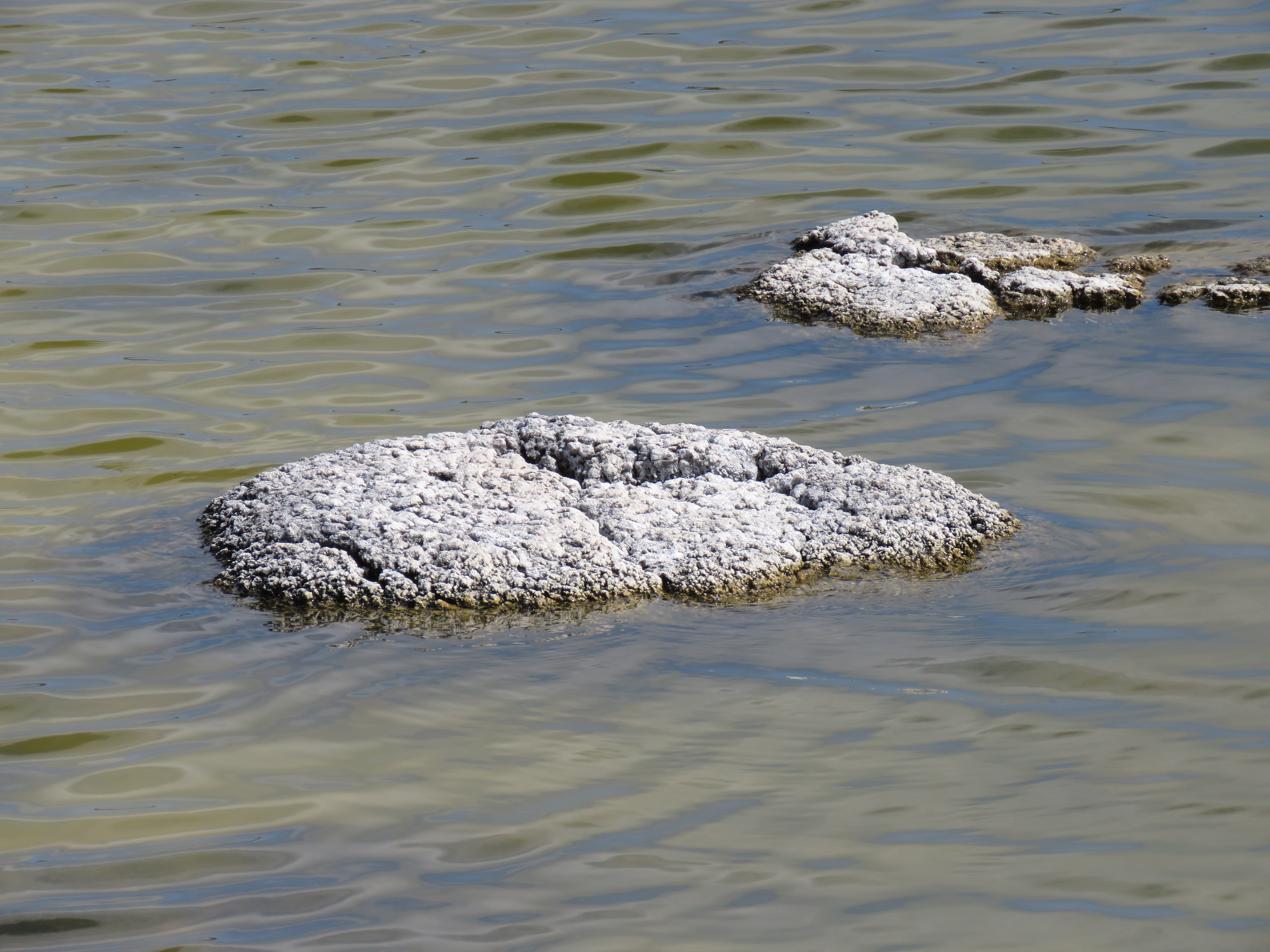
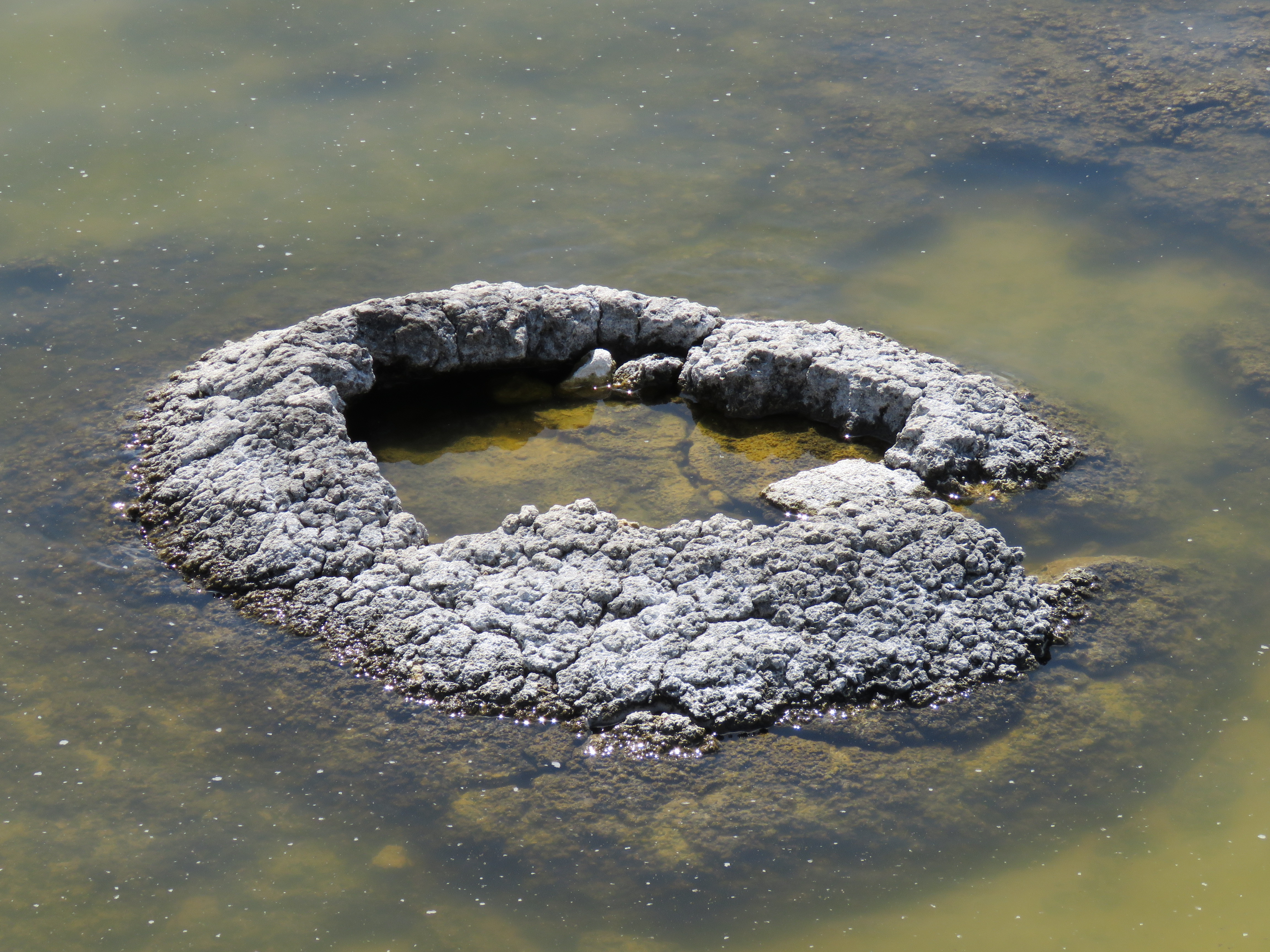
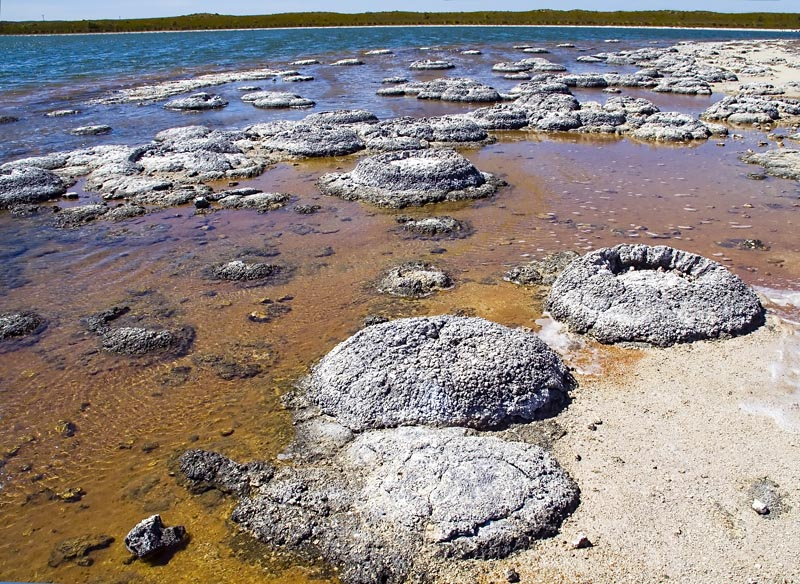